# مارك ماثيو
مارك ماثيو (بالإسبانية: Marc Mateu) (16 يونيو 1990 ببلنسية في إسبانيا - ) هو لاعب كرة قدم إسباني في مركز الوسط. لعب مع ريال يونيون ونادي بطليوس ونادي ليفانتي ونومانسيا وفياريال سي ‏.

## وصلات خارجية
- مارك ماثيو على موقع قاعدة بيانات كرة القدم.إي يو (الإنجليزية)
- مارك ماثيو على موقع Soccerway.com (الإنجليزية)
- مارك ماثيو على موقع عالم كرة القدم.نت (الإنجليزية)
- مارك ماثيو على موقع AS.com (الإسبانية)